# リンカーン郡区 (アイオワ州ブラックホーク郡)
リンカーン郡区（英: Lincoln Township）は、アメリカ合衆国、アイオワ州、ブラックホーク郡にある17の郡区の一つである。2000年の国勢調査で、人口は403人だった。

## 地理
リンカーン郡区は、93.2平方キロメートル（35.97平方マイル）で、組み込まれている自治体(incorporated settlements)は存在しない。アメリカ地質調査所によると、この郡区は BlessingとCalvaryとLincolnの3つの霊園が含まれている。